# Мамбл-реп
Мамбл-реп (англ. Mumble rap) — музичний піджанр хіп-хопу, який виник та розповсюдився на платформі Soundcloud у 2010-х роках. Через це його також часто називають Soundcloud реп. Термін «мамбл» передбачає бурмотіння або нечіткий голос виконавців і може загалом стосуватися реперів, які не поділяють традиційний акцент жанру на ліризмі.
Хоча цей термін широко критикували як неточний або принизливий, деякі музиканти відновили його вжиток. Дехто з них захищають стиль як нову фазу в еволюції жанру.

## Стиль і етимологія
Термін «мамбл-реп» вперше використав у 2014 році батл-реп-журналіст VladTV Майкл Г'юз в інтерв’ю батл-реперу Loaded Lux, розповідаючи про появу стилю в мейнстрімовому хіп-хопі. Існують розбіжності щодо того, хто першим виконав реп у такому стилі, хоча його створення приписують таким реперам, як Gucci Mane, Chief Keef, і особливо Future, чий сингл 2011 року «Tony Montana» часто називають першою піснею мамбл-репу. Однак є джерела ще з жовтня 2011 року про навіть старіші релізи інших виконавців. Термін спочатку використовувався для опису реперів, чиї тексти були незрозумілими, але використання цього терміну розширилося, щоб охопити виконавців, які, як стверджують пости на Reddit і коментатори YouTube, загалом приділяють мало уваги ліриці чи ліричній якості. Деякі стверджують, що такі виконавці, як Das EFX і Fu-Schnickens, читали реп у подібному стилі за роки до появи цього терміну. «Мамбл-репери» зазвичай говорять про наркотики, секс, гроші, коштовності, дизайнерський одяг і вечірки.
Основа мамбл-репу — це зажовування слів, ігнорування складів, жертвування смислами своєї поезії і в принципі поводження зі своєю мовою. Робиться це для створення унікального фонетичного звучання, яке також досягається за рахунок величезної кількості едлібів — безсенсовних вигуків та між тактами композиції та частинами основного тексту мамбл-репера.
«Мамбл-реп» майже виключно використовується як пейоратив щодо передбачуваної незв’язності текстів виконавця. Оскар Гарольд з Cardinal Times заявив, що «мамбл-реп» вводить в оману, стверджуючи, що такі репери, як Future, більше покладаються на поп-мелодії та вокальні ефекти, такі як Auto-Tune, ніж на бурмотіння. Джастін Чаріті, штатний автор The Ringer, стверджує, що цей термін є надто скорочливим і насправді не стосується одного конкретного типу репу.
Існують суперечки про те, чи є деякі виконавці мамбл-реперами чи ні. Існує також злиття між мамбл/SoundCloud репом та іншими новими нішами, такими як треп і клауд-реп.

## Сцена
У 2017 році музичний критик Джон Караманіка з Нью-Йорк таймс висловив думку, що SoundCloud реп «за останній рік став найбільш важливим і руйнівним новим рухом у хіп-хопі». Тодд Московіц, засновник Alamo Records, назвав сцену «рухом lo-fi», зазначивши сильно спотворені баси та навмисну відсутність лаку в звукі. Коли Ski Mask the Slump God обговорював lo-fi звук жанру та техніку запису, він зазначив: «Це було схоже на найгірший запис, [але] ви могли встановити його будь-де, і це була хвиля, на якій ми були... Spin зазначив, що компанія SoundCloud не змогла використати популярність SoundCloud репу для вирішення своїх фінансових проблем. У січні 2019 року, посилаючись на смерть американських реперів Lil Peep 2017 року та XXXTentacion 2018-ого, вступ Lil Xan до реабілітаційного закладу та проблеми із законом 6ix9ine, Стівен Вітт з журналу Rolling Stone стверджував, що реп-хвиля SoundCloud за останні кілька років увійшла в занепад. Смерть Juice Wrld була описана як смерть Soundcloud репу.
В Україні до представників сцени мамбл-репу відносять Krechet.

## Оцінка

### Критика
Серед реперів, які висловили невдоволення мамбл-репом, є J. Cole, Hopsin, Logic, Russ, Джойнер Лукас та Eminem. У своєму альбомі Kamikaze Емінем розкритикував численних «мамбл-реперів» після того, як заявив, що «бум-беп повертається з сокирою до мамбл-репу» у пісні за участю Royce da 5'9 «Caterpillar». Дис-трек Емінема «Killshot», який був націлений на Machine Gun Kelly, містив рядок, де він принизливо назвав останнього мамбл-репером. Відомий реп-виконавець Піт Рок помітно критикував стиль за відмову від традицій хіп-хопу. На думку музичного критика Роберта Крістгау, SoundCloud реп уражений сексистською риторикою так само, як і будь-який інший вид хіп-хопу».

### Схвальні відгуки
На захист стилю Джастін Чаріті з The Ringer припустив, що дискусія «насправді стосується дискомфорту від того, як покоління молодих музикантів вирішило використовувати свої голоси дивними, безпрецедентними способами та всупереч бажанням своїх батьків і предків». The Guardian порівнював стиль із першою хвилею панку, відзначаючи спільну «звукову простоту, радісну безглуздість і відчуття переступу». The Vibe пов'язав мамбл-реп із попередніми формами хіп-хопу, а також скетом. В The Conversation Адам де Паор-Еванс заперечив ідею, що мамбл-реп є відображенням ліні, припустивши натомість, що це точне відображення нудьги, яка є результатом безпосередності та швидкості сучасного культурного життя». Музична академія Red Bull заявила, що «хоч би як їх називали – SoundCloud rap, емо-треп, мамбл-реп – одне можна сказати напевно: ці репери торують нові шляхи, знову розсуваючи межі того, що таке реп, для кого він і як його поширюють».
Піонер репу Grandmaster Caz висловив схвалення стилю, заявивши: «Це все добре [...] вони інше покоління, вони роблять іншу справу, у них інша програма, і їхній вплив походить з різних місць». Піонер фанку Джордж Клінтон з Parliament-Funkadelic оголосив себе слухачем мамбл-репу, заявивши, що «ми намагаємося звертати увагу на всю нову музику, яка діє вам на нерви». Подкастер і телеведучий The Kid Mero відкидає критику на адресу стилю, заявивши: «якщо ваше лайно божевільне, чому я буду слухати те, що ви говорите? Якщо я вмикаю його, і ритм буде трохи дратувати, я не буду сидіти, щоб почути, як ви говорите» ліричний, метафізичний, дарований...»